# Carlos María Javier de la Torre
Carlos María Javier de la Torre, ekvadorski rimskokatoliški duhovnik, škof in kardinal, * 14. november 1873, Quito, Ekvador, † 31. julij 1968, Quito, Ekvador.

## Življenjepis
19. decembra 1896 je prejel duhovniško posvečenje.
30. decembra 1911 je bil imenovan za škofa Loje in 26. maja 1912 je prejel škofovsko posvečenje.
Pozneje je postal še: škof Riobambe (21. avgusta 1919), škof Guayaquila (20. decembra 1926) in nadškof Quita (8. septembra 1933).
12. januarja 1953 je bil povzdignjen v kardinala in imenovan za kardinal-duhovnika S. Maria in Aquiro.
23. junija 1967 se je eno leto pred smrtjo (v 95. letu starosti) upokojil. Nasledil ga je Pablo Muñoz Vega.